# 卡斯帕尔·沃尔弗
卡斯帕尔·弗雷德里希·沃尔弗(德語：Caspar Friedrich Wolff），一译吴尔夫，德国胚胎学家。1767年移居俄国。1759年发表《发生论》。

## 贡献
- 沃尔弗详细观察鸡胚胎的发育，证明鸡的血管是逐渐发生的；以后又确定了小鸡肠管是由简单的“平板状结构”逐渐形成的；这些观察为逐成论提供有力证据。

- 胚胎的中肾管是他发现的，所以也被称为沃尔弗氏管。